# Runtingerhaus

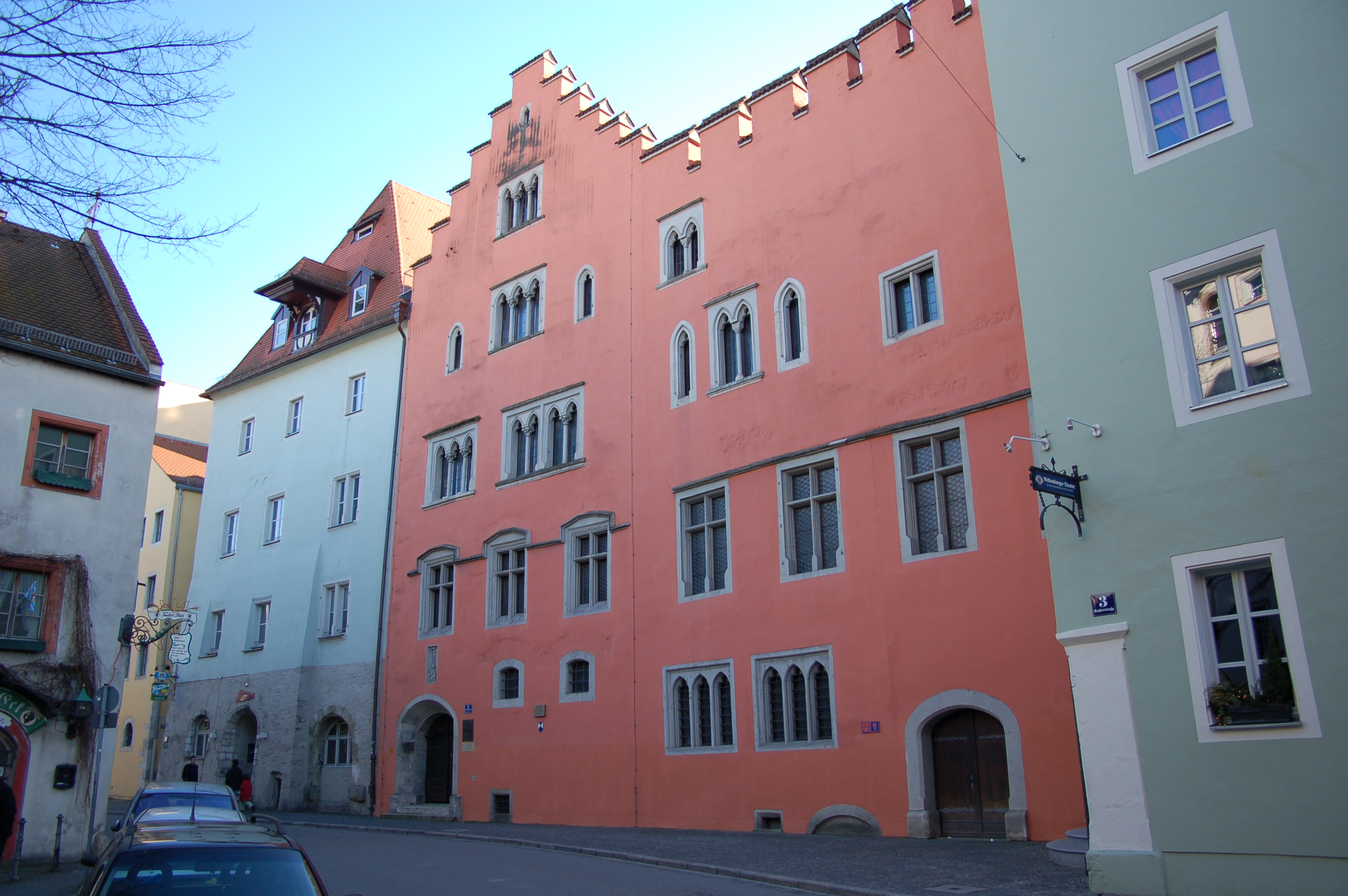
Runtingerhaus

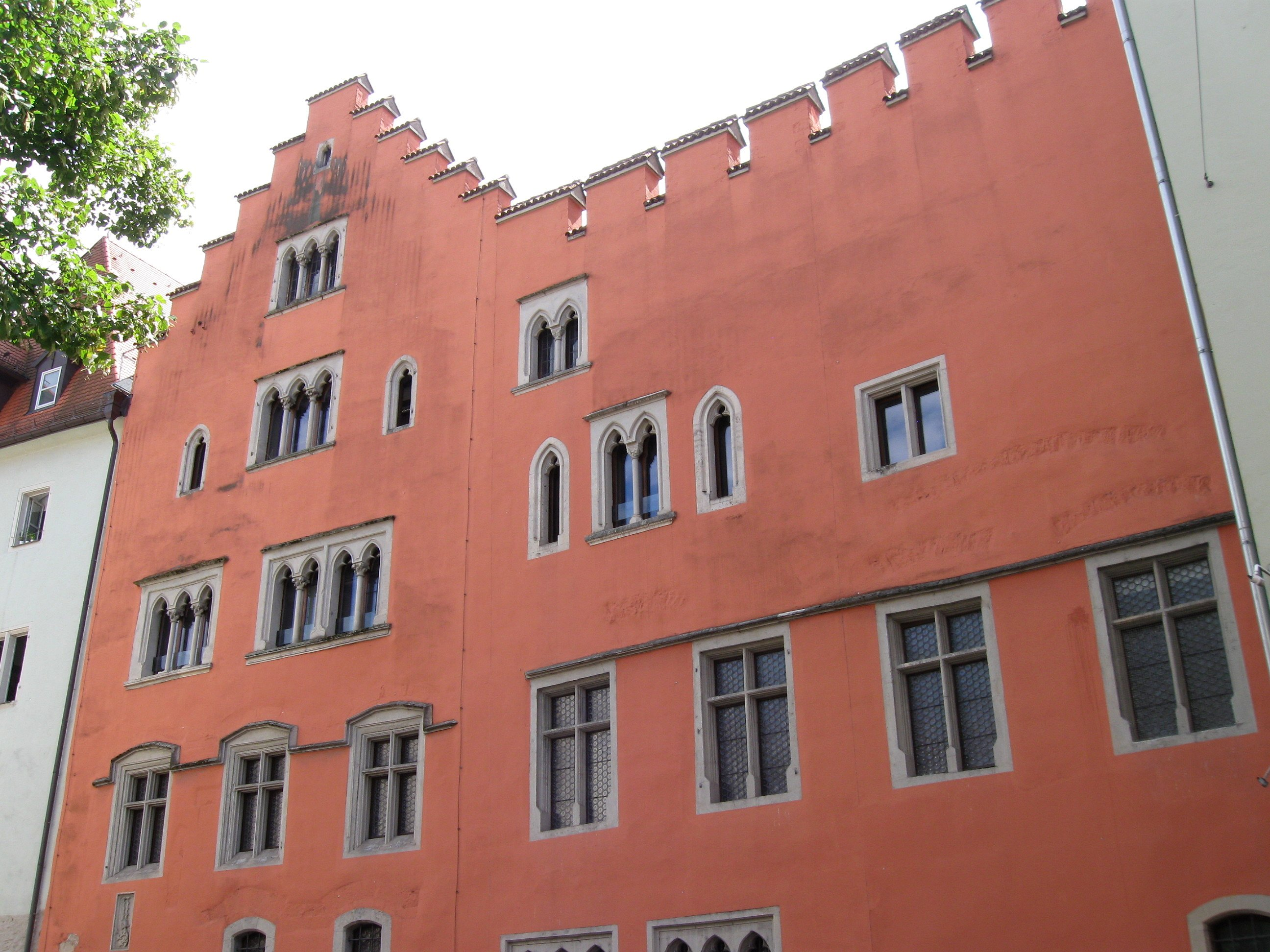
Runtingerhaus Nordfassade

Das Runtingerhaus in Regensburg in der Keplerstraße 1 ist mit seinem Baubeginn um 1200 ein historisches Gebäude in der Altstadt von Regensburg. Das Gebäude ist mit dem Mitte des 13. Jahrhunderts entstandenen frühgotischen Treppengiebelhaus eines der ältesten und besterhaltenen Patrizier-Häuser des Regensburger Patriziats. In den Folgejahren wurde das Gebäude nach Zukäufen und Anbauten erweitert und kam 1367 in den Besitz der Familie Runtinger, einer der wohlhabendsten Familien von Handelsherren in Regensburg im 14. Jahrhundert. Das Haus blieb bis in das 16. Jahrhundert im Besitz der Familie Runtinger. Danach wurde das Haus als Gasthaus genutzt und mehrfach baulich verändert. Im 19. und im 20. Jahrhundert wurde der Hauskomplex überwiegend für Wohnzwecke genutzt. Danach erfolgte eine umfassende Sanierung mit dem Ziel einer öffentlichen Nutzung.

## Baugeschichte

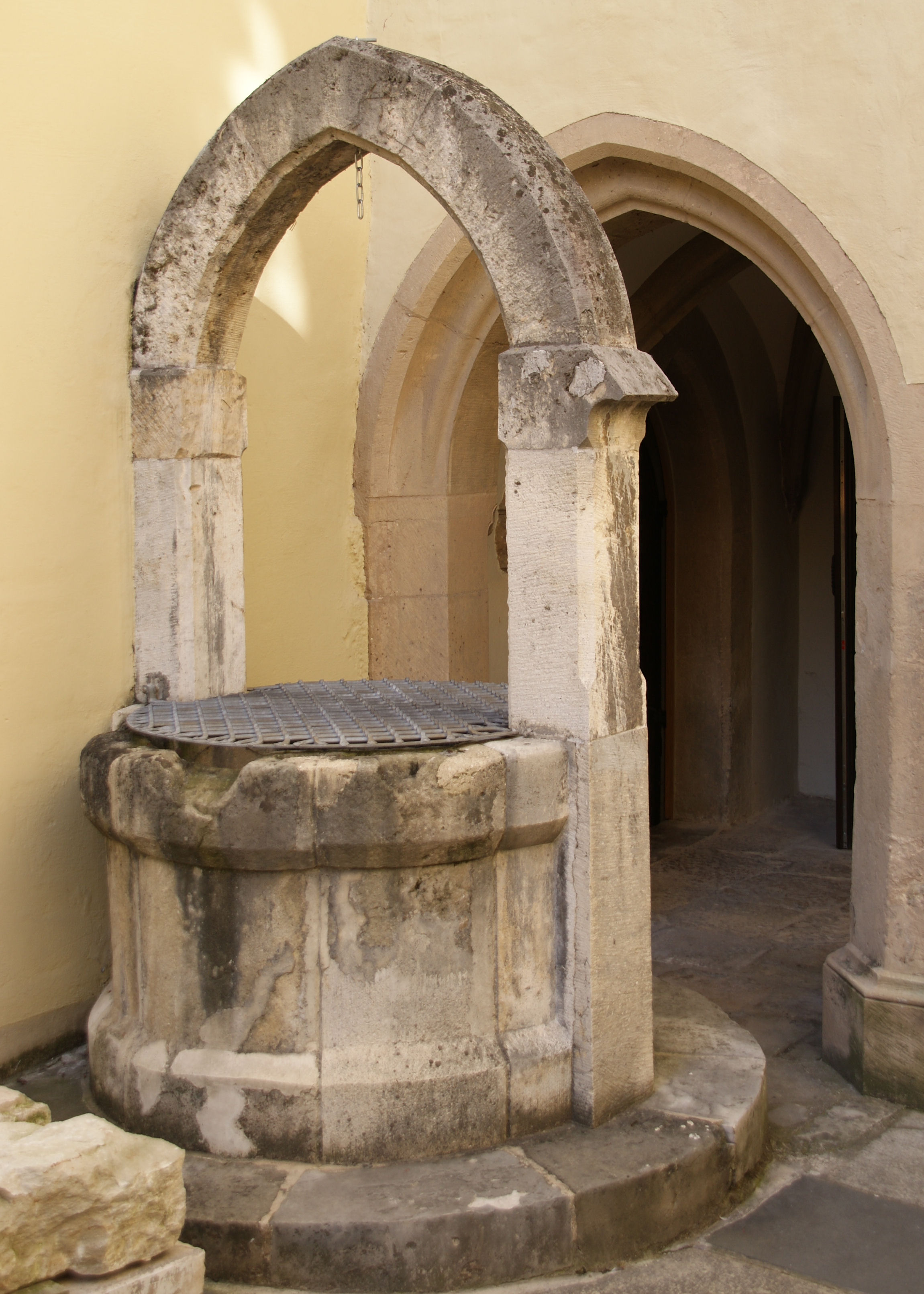
Runtingerhaus Innenhof mit Brunnen

Der älteste Bauteil des Gebäudes mit Staffelgiebel und Zinnenattika ist der Giebelbau an der Keplerstraße, der auf einen Hausturm von 1200 zurückgeht. 1260 wurde ein schmales viergeschossiges Wohnhaus im Westen angebaut. In dieser Zeit entstanden auch die Fensteröffnungen mit den schmückenden Arkaden und die Bekrönungen mit den Zinnen. Erst um 1330 wurde das Gebäude nach Süden hin erweitert und im Innenhof des Südbaus ein Ziehbrunnen geschaffen. Die Einfahrt zum Innenhof ist mit drei Kreuzrippengewölben überspannt. In einem der Schlusssteine findet man das Wappen des Erbauers des Südflügels „Marquart Eisenmanger Probst auf Thunau“, ein Eisenhändler, der das Gebäude 1367 an den Handelsherren Wilhelm Runtinger verkaufte.
1399 erwarb Wilhelm Runtinger auch den westlich angrenzenden Besitz, womit das Gebäude seine heutigen Ausmaße erhielt. Erst durch die Erweiterung des Gebäudes nach Westen konnte im 1. Obergeschoss der für die heutige Nutzung so wichtige große Saalbau geschaffen werden, dessen massive Holzdecke auf einem achteckigen Mittelpfeiler ruht. Um 1400 übergab Wilhelm Runtinger das Haus an seinen Sohn Matthäus Runtinger. Er ließ um 1440 wegen erwünschter Wärme und Behaglichkeit im 2. Obergeschoss eine vollständig mit Holz ausgeschalte Bohlenstube einbauen, der wegen ihrer Größe und ihrer Malereien besondere Bedeutung zukommt.

## Nutzung
Ab dem 16. Jahrhundert wurde das Gebäude als Gasthof genutzt, verfiel aber zusehends und wurde im 19. Jahrhundert in zahlreiche Kleinwohnungen aufgeteilt. Der bekannte Expressionist Josef Achmann hatte eine dieser Wohnungen von 1908 bis 1911 als Atelier gemietet. Nach dem Zweiten Weltkrieg wurden hier Flüchtlinge untergebracht. Nach 1960 wurde das Gebäude umfassend saniert mit dem Ziel einer öffentlichen Nutzung. Dabei kam es aus der heutigen Sicht des Denkmalschutzes zu problematischen Entfernungen von nachmittelalterlichen Einbauten und zu idealisierenden Regotisierungen unter Verwendung von Spolien.
Heute ist im Gebäude das Regensburger Stadtarchiv untergebracht. Die Außenstelle des Bayerischen Landesamts für Denkmalpflege befand sich bis 2007 ebenfalls hier, wurde dann aber in die Königliche Villa umgesiedelt. Der 200 m² große historische Festsaal kann für Veranstaltungen angemietet werden. Im Stadtarchiv befindet sich auch das Handelsbuch der Familie Runtinger mit Geschäftseintragungen von 1383 bis 1407, welches das bedeutendste deutsche Kaufmannsbuch des Mittelalters darstellt.